# Lehigh River
Der Lehigh River ist ein 166 Kilometer langer Nebenfluss des Delaware River im Osten von Pennsylvania. Literarische Erwähnung fand der Lehigh River in John Jakes’ als Fackeln im Sturm verfilmten Romantrilogie. Der Heimatort des George Hazard (Lehigh Station) allerdings ist fiktiv. Der Fluss folgt einem stark gewundenen Lauf durch die Appalachen, daher nannten ihn auch die Lenni Lenape Lechewuekink (‘da, wo viele Teilungen, Abzweigung sind’), woraus sich dann der anglisierte Name Lehigh entwickelte. Der Oberlauf des Flusses ist durch zahlreiche Stromschnellen gekennzeichnet. Sein Unterlauf bildet das Herzland eines Lehigh Valley genannten Gebietes, das historische Bedeutung für den Abbau von Anthrazitkohle und die Stahlerzeugung hatte.

## Lauf
Der Fluss hat seinen Ursprung in den Pocono Mountains im nordöstlichen Pennsylvania. Er entspringt mehreren Tümpeln im Südwesten des Wayne County, etwa 25 km südöstlich von Scranton. Er folgt zunächst einer südwestlichen Richtung durch den Süden des Lackawanna County und durchfließt das Francis E. Walter Reservoir. Bei White Haven, Middleburg wendet er sich nach Süden und fließt in einem Zickzackkurs durch den Lehigh Gorge State Park nach Jim Thorpe und dann nach Südosten nach Lehighton. Er zwängt sich südöstlich von Lehighton in einem engen Durchbruchstal am Blue Mountain vorbei. Diese Stelle wird als Lehigh Gap bezeichnet. Von dort strömt das Gewässer in südöstlicher Richtung nach Allentown, wo der Little Lehigh Creek einmündet und dann nach Nordosten an Bethlehem vorbei, um dann in Easton an der Staatsgrenze nach New Jersey in den Delaware River zu münden.

## Hydrologie
Der United States Geological Survey betreibt in Glendon einen Pegel. Dort beträgt die durchschnittliche jährliche Abflussmenge 106 m³/s.